# Aaron Carter (album)
Aaron Carter è l'omonimo album di debutto del cantante statunitense Aaron Carter, pubblicato nel dicembre 1997.
Il disco è stato ripubblicato l'anno dopo con una nuova canzone ed un remix. La prima versione, ormai molto rara, includeva un poster ed una penna con scritto "I Love Aaron" (di colore rosso, giallo, verde o blu).

## Tracce
1. Intro – 1:08
2. I Will Be Yours – 3:33
3. Crazy Little Party Girl – 3:25
4. One Bad Apple – 3:14
5. I'm Gonna Miss You Forever – 3:24
6. Tell Me How To Make You Smile – 3:47
7. Shake It – 3:18
8. Please Don't Go Girl – 4:19
9. Get Wild – 4:40
10. I'd Do Anything – 4:10
11. Ain't That Cute – 3:15
12. Crush On You – 3:24
13. Swing It Out – 3:52

- Ripubblicato nel luglio 1998 con Surfin' USA (Main Mix) e Surfin' USA (Johnny Jam and Delgado Mix)

## Altre Versioni
La versione giapponese dell'album include dei brani bonus:
- Crush On You (Remix)
- Crazy Little Party Girl (One Day Mix)
- I'm Gonna Miss You Forever (Dreamix)
- Shake It (Nick Carter Radio Remix)

La versione canadese ha una cover diversa e include un poster (diverso da quello della versione tedesca) e ha le stesse tracce ma senza l'introduzione.
Erano disponibili anche edizioni limitate, con le quali c'erano in omaggio cards, figurine e delle tracce bonus come:
- Crush On You (Gary's Mix)
- Crazy Little Party Girl (Main Mix)
- I'm Gonna Miss You Forever (Dreamix)
- Shake It (Nick Carter Radio Remix)
- Surfin' USA (Album Version)
- Crazy Little Interview